# Karl Wendt (Ingenieur)
Karl Wendt (* 1. Februar 1874 in Küstrin; † 6. Mai 1952) war ein deutscher Ingenieur. Von 1926 bis 1928 war er Vorsitzender des Vereins Deutscher Ingenieure (VDI).

## Leben
Nach dem Studium an der Technischen Hochschule in Charlottenburg promovierte Karl Wendt dort 1904 mit seiner Arbeit Untersuchungen an Gaserzeugern zum Doktoringenieur. Er begann seine berufliche Laufbahn bei der Witkowitzer Gewerkschaft als Reparatur-Ingenieur, im Anschluss daran wurde er Betriebsassistent und Betriebsleiter bei der in Kladno gelegenen Poldi-Hütte. Mit dem Auftrag zum Bau eines neuen Stahlwerks wechselte 1906 Wendt zur Georgsmarienhütte und wurde dort 1909 Hüttendirektor sowie 1911 Vorstandsmitglied. 1913 wurde er Vorstand der Fried. Krupp AG, in deren Aufsichtsrat er 1925 wechselte.
Von 1923 bis 1928 war Wendt Vorstandsmitglied des Vereins Deutscher Ingenieure (VDI), davon in den Jahren 1926 bis 1928 als Vorsitzender. In seiner Zeit als VDI-Vorsitzender kritisierte Wendt die Einrichtung von Großbetrieben. In seine Amtszeit fiel auch die gemeinsam vom VDI, dem Verein Deutscher Eisenhüttenleute und dem Verband Deutscher Elektrotechniker veranstaltete Werkstoffschau und Werkstofftagung in Berlin.
Der VDI ernannte Wendt 1951 zu seinem Ehrenmitglied, die Universität Münster verlieh ihm die Ehrendoktorwürde.